# ساندرين ديليرسي
ساندرين ديليرسي (بالفرنسية: Sandrine Delerce)‏ مواليد 26 أبريل 1975 في بيزنسون، دوبس، فرنسا، هي لاعبة كرة يد فرنسية. مثلت منتخب فرنسا لكرة اليد للسيدات. شاركت في دورة الألعاب الأولمبية الصيفية سنة 2000. حققت المركز الأول في بطولة العالم لكرة اليد للسيدات 2003.

## الميداليات
| الميدالية | المسابقة                            |
| --------- | ----------------------------------- |
| ذهبية     | بطولة العالم لكرة اليد للسيدات 2003 |

## روابط خارجية
- ساندرين ديليرسي على موقع الاتحاد الأوروبي لكرة اليد (الإنجليزية)
- ساندرين ديليرسي على موقع أوليمبيديا (الإنجليزية)